# Bruno Carrara
Bruno Carrara, né le 1er février 1977 à San Giovanni Bianco, est un fondeur italien.

## Carrière
Licencié au C.S. Carabinieri, il fait ses débuts internationaux en 1996 aux Championnats du monde junior où il est médaillé de bronze sur le dix kilomètres classique. Un an plus tard, il est titré dans cette même épreuve à Canmore. En Coupe du monde, il fait sa première apparition en décembre 1998 et marque ses premiers points en mars 1999 (20e à Falun). Son seul podium en Coupe du monde date de janvier 2004 avec une deuxième place en relais à Otepää.
En 2001, il participé à ses premiers et seuls Championnats du monde à l'occasion de l'édition de Lahti avec comme meilleure performance une douzième place sur le trente kilomètres classique.
À partir de 2002, il se consacre essentiellement aux épreuves marathon et termine notamment troisième de le marathon de l'Engadine en 2011.

## Palmarès

### Championnats du monde
- Lahti 2001
  - 27e du 15 km classique
  - 12e du 30 km classique

### Coupe du monde
- Meilleur classement général : 69e en 2001.
- 1 podium en relais dont 1 deuxième place.